# Albert Lucas (korfballer)
Albert Lucas (1954) is een Nederlands voormalig topkorfballer en korfbalcoach. Als speler werd hij 2 keer Nederlands kampioen en won hij een Europacup met DOS'46.
Zijn zoon, Haralt Lucas was ook een korfballer op het hoogste niveau.

## Carrière als speler
Lucas speelde van 1974 t/m 1988 korfbal in de hoofdmacht van DOS'46. Toen hij in 1974 in het eerste team speelde, speelde Lucas samen met latere DOS'46 coaches Harry Dassen en Herman van Gunst. Op dat moment speelde DOS'46 nog niet op het hoogste niveau, maar in de eerste klasse. In 19876 promoveerde DOS'46 in de zaalcompetitie naar de Hoofdklasse, het hoogste Nederlandse niveau.
Seizoen 1976-1977 was het eerste seizoen van de club in de top van Nederland. De ploeg deed het als debutant niet onaardig; het werd 5e in de Hoofdklasse B en handhaafde zichzelf.
In 1979 promoveerde de ploeg ook in de veldcompetitie naar de Hoofdklasse, waardoor seizoen 1979-1980 het eerste seizoen was waarbij DOS'46 in beide competities in de hoogste klasse speelde.
In 1979-1980 werd de ploeg in de zaal wederom een middenmoter, maar op het veld deed de ploeg het beter. In het eerste seizoen op het veld in de Hoofdklasse eindigde de ploeg, samen met PKC met 27 punten op een gedeeld 1e plaats. Er moest een beslissingsduel worden gespeeld om te bepalen welke ploeg kampioen zou worden, en dat in het debuutjaar van DOS'46.
Deze wedstrijd werd ingepland op zaterdag 24 mei 1980, maar vlak voor deze datum kwam de vader van Albert Lucas te overlijden. Hierdoor miste hij de veldfinale. Uiteindelijk verloor Dos'46 de finale met 9-8.
Seizoen 1981-1982 bleek het jaar van DOS'46. De ploeg had zich in 1981 versterkt met Henk Woudstra en dat wierp meteen zijn vruchten af.
In de zaal werd de ploeg duidelijk 1e in de Hoofdklasse B met 5 punten verschil ten opzichte van SCO, dat tweede werd. DOS'46 speelde de zaalfinale tegen Deetos, de regerend zaalkampioen. In een spannende wedstrijd won DOS'46 uiteindelijk met 10-8 en was voor de eerste keer in de clubgeschiedenis Nederlands zaalkampioen. Ook op het veld was het raak. DOS'46 bleef concurrent ROHDA met slechts 1 punt voor en werd landskampioen. De club had zodoende de dubbel te pakken door in 1 seizoen zowel veld- als zaalkampioen van Nederland te worden.
Na het winnen van de veldtitel deed DOS'46 mee aan de Europcup van 1982. DOS'46 won en was zodoende ook Europees korfbalkampioen.
Seizoen 1987-1988 was het laatste seizoen van Lucas als speler. Hij stopte op 34-jarige leeftijd.

## Erelijst
- Nederlands kampioen zaalkorfbal, 1x (1982)
- Nederlands kampioen veldkorfbal, 1x (1982)
- Europacup kampioen veldkorfbal, 1x (1982)

## Oranje
Lucas speelde 1 officiële interland met het Nederlands korfbalteam. Deze interland was een veldwedstrijd.

## Coach
Al tijdens zijn spelerscarrière nam Lucas coachingstaken op zich. Zo werd hij in 1986 coach bij DOS'46 waar hij ook speler was. Hij volgde hiermee vertrekkend coach Harry Dassen op.
In de periode hierna was Lucas coach bij Drachten en Blauw-Wit (Heerenveen).